# Thryothorus
Thryothorus is een geslacht van zangvogels uit de familie winterkoningen (Troglodytidae).

## Soorten
Het geslacht kent de volgende soort:
- Thryothorus ludovicianus – Carolina-winterkoning